# Tetraisopropylorthosilicat
Tetraisopropylorthosilicat ist organische Verbindung aus der Gruppe der Kieselsäureester mit Isopropanol als Alkoholkomponente.

## Herstellung
Tetraisopropylorthosilicat kann aus Siliciumtetrachlorid und Isopropanol hergestellt werden.

## Reaktionen
Tetraisopropylorthosilicat kann als Reagenz für Umesterungen dienen, beispielsweise zur Herstellung von Isopropylphosphinat aus Phosphinsäure.